# Revolta din Epir din 1878
Revolta din 1878 din Epirus a făcut parte dintr-o serie de revolte grecești care au avut loc în Grecia condusă de Imperiul Otoman în timpul izbucnirii războiului ruso-turc (1877-1878). Deși oficialii greci au susținut individual revolta, guvernul grec, fiind conștient de situația internațională din estul Europei la acea vreme, a decis să nu o facă. Odată cu sfârșitul războiului ruso-turc, revolta a fost curând suprimată. 

## Fundament
La 24 aprilie 1877, Rusia a declarat război Imperiului Otoman și la scurt timp după o serie de bătălii, înfrângerea otomană a fost iminentă. Între timp, cercurile neoficiale din Grecia au văzut războiul ca o mare oportunitate de a incita revolte într-o serie de regiuni locuite din Grecia din Imperiul Otoman: Epirus, Macedonia, Tesalia și Creta. 

## Pregătiri
În 1877 în Grecia s-au format două organizații patriotice pentru a organiza o viitoare revoltă în Epirus: Apărarea Națională (greacă: Εθνική Άμυνα) și Fraternitate (greacă: Αδελφότητα). Curând după aceea, organizațiile au început să creeze grupuri de voluntari și să strângă arme și muniții. În decembrie, locuitori originari din Epirus care locuiau la Atena, inclusiv generalul Michail Spyromilios și Dimitrios Botsaris (fiul lui Notis Botsaris), erau gata să conducă răscoala, însă Guvernul grec fiind conștient de această situație a intervenit și a oprit implicarea lor.

## Revolta
În februarie 1878, câteva grupuri de persoane neînregimentate au trecut granița greco-otomană și au intrat în Tesalia și Epirus. Primele regiuni care s-au alăturat revoltei au fost Tzoumerka, la vest de Arta, regiunea la nord de Preveza și Radovizio (nordul Thesprotia). Revolta a fost, totuși, slab pregătită, iar punctele slabe erau evidente încă din primele zile. Când au apărut primele conflicte cu trupele otomane, majoritatea revoluționarilor s-au retras în Grecia. La Plaka, un avanpost otoman a fost învins de o unitate  din Epirus condusă de un ofițer demisionar al armatei elene, Hristos Mitsios. Cu toate acestea, la sosirea a 2.000 de soldați otomani din Ioannina, au trebuit să se retragă. 
Între timp, războiul ruso-turc s-a încheiat cu Tratatul de la San Stefano (3 martie 1878). Sfârșitul brusc al ostilităților ruso-turce a avut un impact negativ asupra rezultatului revoltei. La 12 martie, reprezentanții mișcării s-au adunat în satul Botsi (Thesprotia),  și au decretat unirea Epirusului cu Grecia. La scurt timp, un număr semnificativ de trupe otomane au ajuns cu nave militare în regiune și au preluat sub control întreaga regiune. Revoluționarii văzând că rezistența era zadarnică, s-au retras în spatele graniței grecești. 

### Lappas și Stephanou se revoltă
Între timp, înainte ca revolta de la Radovizi să fie suprimată, un grup de 150 de epiroți înarmați au debarcat în regiunea Saranda, sub conducerea căpitanilor de gherilă Minoas Lappas și Georgios Stephanou. Curând, un număr mai mare de voluntari (700), în special refugiați epiroți din Corfu s-au alăturat revoltei. În afară de orașul Saranda, ei aveau sub control regiunile înconjurătoare Vurgut și Delvina: inclusiv satele Giasta și Lykoursi, precum și mănăstirea Sf. Gheorghe din apropiere. 
Comandantul militar otoman al Yanninei, cu o forță de 6.000 de trupe regulate, a pornit împotriva Saranda. Otomanii au fost susținuți și de trupe neregulate de albanezi. La 4 martie, după lupte aprige, revolta s-a încheiat. 

## Represalii
Când revolta din Saranda a fost în cele din urmă suprimată, au început represaliile. Drept urmare, 20 de sate din regiunea Delvina au fost arse în timp ce rutele de evadare pentru populația neînarmată au fost blocate. 
Deoarece mulți localnici importanți (cum ar fi Kyriakos Kyritsis, mai târziu parlamentar în Parlamentul grec) au susținut financiar revolta, autoritățile otomane le-au confiscat toate proprietățile din regiunea Saranda-Butrint.

## Urmări
Eșecul mișcării din 1878 din Epirus s-a datorat în principal reticenței guvernului grec de a sprijini activ această inițiativă. Pe de altă parte, războiul ruso-turc s-a încheiat prea curând, astfel încât trupele otomane s-au putut mișca rapid și au suprimat orice formă de perturbare.